# التهاب القبة
التهاب القبة هو التهاب في الأمعاء، في المقصورة الثالثة من المعدة في المجترات. عادة ما يصاحب التهاب الكرش، وغالبًا ما يحدث بسبب عدوى جبور فوسومباكتر.